# Марконе, Иван
Иван Хосе́ Марко́не (исп. Iván José Marcone; 3 июня 1990 года, Саранди) — аргентинский футболист, полузащитник клуба «Индепендьенте».

## Биография
Иван Марконе — воспитанник аргентинского клуба «Арсенал» из его родного Саранди. 19 октября 2008 года он дебютировал в аргентинской Примере, выйдя на замену во втором тайме домашнего матча против «Велес Сарсфилда». 18 октября 2009 года Марконе забил свой первый гол на высшем уровне, выведя свою команду вперёд в домашнем поединке с «Банфилдом».
В составе «Арсенала» Иван Марконе выигрывал Суперкубок Аргентины в 2012 году и Кубок Аргентины в 2013 году. В январе 2016 года он на правах аренды перешёл в «Ланус», в составе которого стал в сезоне 2016 чемпионом Аргентины, являясь игроком основного состава.
В июле 2017 года Марконе подписал с «Ланусом» полноценный контракт.

## Достижения
«Арсенал Саранди»
- Обладатель Кубка Аргентины (1): 2012/13
- Обладатель Суперкубка Аргентины (1): 2012

 «Ланус»
- Чемпион Аргентины (1): 2016